# Agrostis scabra
Agrostis scabra é uma espécie de gramínea do gênero Agrostis, pertencente à família Poaceae.